# Застава Федерације Босне и Херцеговине
Застава Федерације Босне и Херцеговине је компромисни дизајн између бошњачких и хрватских симбола. Усвојена је 5. новембра 1996. године. Зелена и црвена линија симболизују два народа, као и два штита у грбу. Плаво поље грба са десет белих шестокраких звезда представља федерацију састављену од десет кантона. Бело поље заставе троструко је шире од црвеног и зеленог, тако да је у ствари квадратног облика.
Одлуком Уставног суда Босне и Херцеговине од 28. јануара 2007, застава и грб Федерације Босне и Херцеговине је стављена ван снаге, јер не представља сва три конститутивна народа у Босни и Херцеговини.